# Agrypon omabense
Agrypon omabense är en stekelart som beskrevs av Cheesman 1936. Agrypon omabense ingår i släktet Agrypon och familjen brokparasitsteklar. Inga underarter finns listade i Catalogue of Life.